# Болдирєв Ігор Андрійович
Ігор Андрійович Болдирєв (29.09.1931, Одеса — 15.01.2019, Одеса) — український економіст, педагог, професор.

## Біографія
І. А. Болдирєв народився 29 вересня 1931 року в м. Одеса.
В 1954 році з відзнакою закінчив історичний факультет Одеського державного університету імені І. І. Мечникова. Навчався в аспірантурі при кафедрі політичної економії Одеського державного педагогічного інституту імені К. Д. Ушинського
В 1963 році захистив кандидатську дисертацію у Відділенні суспільних наук Академії Наук УРСР (науковий керівник — професор А. К. Покритан). В 1967 році присвоєно вчене звання доцента.
В 1955—1971 роках працював в Одеському державному педагогічному інституті  асистентом, старшим викладачем, доцентом, проректором з навчальної роботи (1967—1970 рр.), завідувачем кафедри.
В 1971—1992 роках був доцентом кафедри політичної економії  Одеського інституту народного господарства, доцентом кафедри марксизму-ленінізму Одеського вищого артилерійського командного училища імені М. В. Фрунзе,  професором, завідувачем кафедри економіки і соціально управління Одеського інституту політології і соціального управління.
В 1989 році захистив дисертацію «Завершення К. Марксом аналізу процесу виробництва капіталу» на здобуття наукового ступеня доктора економічних наук. В 1990 році присвоєно вчене звання професора.
З 1992 року обіймав посаду професора кафедри політичних наук  Південноукраїнського національного педагогічного університету імені К. Д. Ушинського.
Володів французькою та німецькою мовами.
Помер 15 січня 2019 року в м. Одеса. Похований на Північному кладовищі.

## Наукова діяльність
Головними напрямами наукової діяльності: методологія аналізу економічних систем; історія економічної думки; соціально-економічні процеси на пострадянському просторі.
Автор понад 60 опублікованих робіт, в тому числі 3 монографій, 5 навчальних посібників.
Був членом Спеціалізованої вченої ради з захисту кандидатських і докторських дисертацій з економічної теорії при Одеському економічному університеті та членом Спеціалізованої вченої ради з захисту кандидатських і докторських  дисертації з політології при Південноукраїнському  педагогічному університеті імені К. Д. Ушинського.
Підготував 7 кандидатів наук.

##### Праці
- «Итак, этот том готов…»: К истории создания окончательного варианта 1 тома «Капитала» К. Маркса/ И. А. Болдырев. — М.: Мысль, 1984. — 172 с.

- З історії радянської політичної економії (до 80-річчя Анатолія Покритана)/ І. А. Болдирєв.// Економіст. — 2000. — № 12.

- Імена. До історії виникнення Одеської економічної школи/ І. А. Болдирєв.// Економічна теорія. — 2011. — № 2. — С. 75 - 87. http://dspace.nbuv.gov.ua/bitstream/handle/123456789/28461/07-Boldyrev.pdf?sequence=1 [Архівовано 24 січня 2019 у Wayback Machine.]
- Південноукраїнський державний педагогічний університет ім. К. Д. Ушинського: Історичний поступ. Сучасність. Майбутнє. / І. А. Болдирєв та ін. — Одеса: Фаворит, 2007. — 240 с.

## Нагороди
- Медаль «Ветеран праці»